# 게비이시

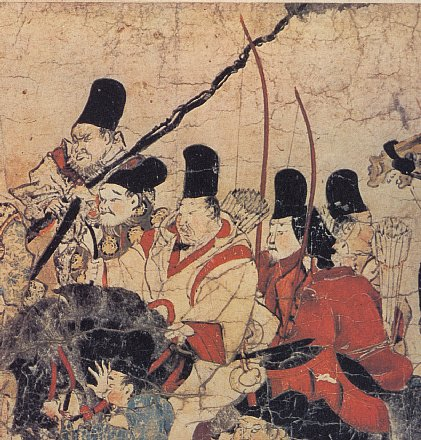
《반다이나곤 에코토바(伴大納言絵詞)》에 묘사된 검비위사의 모습.

게비이시/겐비이시(検非違使)는, 일본 고대의 율령제 하의 영외관의 하나이다. 
이름은 '비위(非違, 법이 아닌 것 즉 위법행위)를 검찰하는 천황(天皇)의 사자'라는 뜻이다.
게비이시초에 소속된 관리인 스케(左)나 이(尉)의 당명은 정위(廷尉). 교토의 치안 유지와 민정을 맡았다. 또한 헤이안 시대 후기에는 영제국에도 설치되었다.

## 개요
헤이안 시대인 고닌(弘仁) 7년(816년)에 처음 등장하는 것으로 보아 그 무렵에 설치되었다고 여겨진다. 당초에는 위문부(衛門府)의 역인이 선지에 따라 겸무하고 있었다. 관위상당(官位相當)은 따로 없으며, 무사로서 덴조비토(殿上人)가 되기 위해 거쳐야 했던 출세의 기준이었다.
간표(寬平) 7년(895년)에는 좌우 위문부 내에 좌우로 게비이시초(檢非違使廳, 사무소)가 설치되었는데, 덴랴쿠(天曆) 원년(947년)에 효율성과 신속성을 위해 우케비이시초(右檢非違使廳)가 사케비이시초(左檢非違使廳)로 일원화되어 통합되었다. 사법을 맡고 있던 교부쇼(刑部省, 형부)과 경찰ㆍ감찰을 맡았던 단죠다이(彈正臺), 수도의 행정ㆍ치안ㆍ사법을 통괄하던 교시키(京職) 등 다른 관청의 직무를 차츰 흡수하면서 게비이시는 큰 권력을 떨치게 되었다.
헤이안 시대 후기에는 형사사건에 관한 직권 행사를 위해 율령과는 다른 성질의 ‘쵸레이’(廳例)를 적용하게 되었다. 쵸레이는 게비이시초가 맡은 형사사건에 관한 직권 행사를 위해 적용한 관습법으로서의 형사법으로, 원칙적으로는 율령격식에 따라 움직여야 하지만 범죄 수사나 범인 체포, 재판 실시 및 형벌 집행을 보다 신속화하기 위해 게비이시초의 장관인 벳토(別當)가 벳토센(別當宣)이라는 특별지시를 통해 율령법에 근거를 두는 법적인 절차와 수속을 생략할 수 있도록 한 것이다. 이러한 권위를 배경으로 게비이시는 때로는 율령격식을 따르지 않고도 법적인 절차와 수속을 행사할 수 있었으며, 이러한 사례들은 모두 '선례'로서 사실상의 관습법 체계를 형성해 나갔던 것이다. 쵸레이는 율령법에 비하면 비교적 간결하고 처리가 신속한데다 현장에서 직접 이루어지는 만큼 실용적인 측면도 훨씬 뛰어났다. 하지만 기존 율령이 정한 3심제의 원칙은 무시되었고, 대부분 1심에서 처벌이 결정되었다. 사형이 거의 집행되지 않던 헤이안 시대의 사회적 실정상 사형까지 가는 일은 없었지만, 대체로 치안을 어지럽히는 죄에 대해서는 사형을 제외한 여러 엄벌이 적극적으로 행사되었다. 또한 그 무렵부터 게비이시초에서 행하던 사무는 장관인 벳토의 사저에서 이루어지게 된다.
게비이시의 역할은 헤이안 시대 말기 인세이(院政)의 대두와 함께 인세이의 군사력을 뒷받침하던 조직인 호쿠멘노 부시(北面武士)들에게 넘어가게 되었고, 더욱이 가마쿠라 바쿠후가 로쿠하라 단다이(六波羅探題)를 설치하면서 점차 약화되었다. 바쿠후가 교토에 있었던 무로마치 시대에는 사무라이도코로(侍所)가 게비이시의 권한을 모두 장악하게 된다.
게비이시의 심문 기록은 가마쿠라 시대 전기인 12세기 말 무렵에 《세이카이간쇼》(淸獬眼抄)라는 책으로 정리되어 전해진다.

## 내부 관직
벳토(別當)
4등관인 장관(카미)에 상당한다. 당풍 이름은 대리경(大理卿). 정원은 1명. 현임 곤노다이나곤(權大納言) 또는 산기로 하고, 좌ㆍ우에몬노카미 또는 좌ㆍ우에후노카미 가운데에서 천황이 직접 임명했다(산기 4위로서 겸한 예도 있다). 한편 다이나곤 이상의 의정관으로서 이 자리를 겸직한 것은 후지와라노 다다히라(藤原忠平)가 엔기(延喜) 11년(911년)에 다이나곤으로 옮겨가면서 기존의 맡고 있던 벳토직을 그대로 겸직한 것을 제외하면 다른 사례는 없고, 5위 이하 중에서 겸한 사례도 없다. 일단 게비이시를 통할하는 최고 책임자이지만 그 자신이 게비이시인 것은 아니다. 또한 벳토를 겸하고 있던 종3위 곤노다이나곤 겸 행좌위문독 야나기하라 하카미쓰(柳原量光)가 분메이(文明) 18년(1486년)에 사직한 이래로 에도 시대인 메이레키(明曆) 원년(1655년) 10월 26일에 산기로서 종3위 행좌위문독이었던 아부라코지 다카사다(油小路隆貞)가 이 자리를 겸하게 될 때까지, 벳토를 겸직하는 자는 없었다. 이나마도 다시 끊어졌다가 엔쿄(延享) 원년(1744년) 8월 29일, 정3위 행곤노주나곤(行權中納言) 겸 좌위문독 야나기하라 미쓰쓰나(柳原光綱)가 겸하게 된 뒤 메이지 유신까지 후임자가 이어졌다. 덧붙여 일본의 사료에서 게비이시벳토를 겸직한 최초의 사례는 조와(承和) 원년(834년) 1월 27일에 산기인 사다이벤(左大弁) 종4위상 겸 행사콘에노츄죠(行左近衛中將) 춘궁대부(春宮大夫) 무사시노카미 훈야노 아키쓰(文室秋津)라고 《공경보임》은 전한다.
스케(佐)
4등관의 차관(스케)에 상당한다. 정원은 2명으로 원칙적으로는 권관으로서의 좌ㆍ우에몬노스케가 겸무했고 정관으로서 좌ㆍ우에몬노스케가 검비위사를 맡지는 않았다. 벳토는 다른 직책도 겸무하는 경우가 많았기 때문에 사실상 게비이시노스케가 게비이시초의 실질적인 책임자가 되었다. 구란도(藏人)로서 게비이시노스케를 겸하거나 구란도ㆍ벤칸(弁官)ㆍ게비이시노스케 이렇게 세 직책을 한꺼번에 겸직하는 일도 있었다. 일본 사료에서 게비이시노스케를 겸직한 최초의 사례는 《제왕편년기》에 이른바 덴초(天長) 원년(824년)의 좌위문권좌(左衛門權佐) 종5위상 다테 나카모리(笠仲守)와 종5위하 수우위문권좌(守右衛門権佐) 후지와라노 나가오(藤原永雄)였다.
다이이(大尉)
4등관의 한간(죠)에 상당하며 정원은 4명. 에몬노다이이(衛門大尉)가 겸무했다. 명법가(明法家)였던 사카노우에 씨(坂上氏)나 나카하라 씨(中原氏) 집안이 세습했다.
쇼이(少尉)
4등관의 한간(죠)에 상당하며 정원은 정해지지 않았다. 에몬노이(衛門尉)가 겸무했다. 10세기 후반 무렵부터 겐지(源氏)나 헤이케(平家) 출신의 무사들 중에 이 직책에 임명되는 경우가 잦았는데, 유명한 미나모토노 요시쓰네(源義經)도 그 중 한 명이다. 그를 다른 이름으로 '쿠로 한간(判官)' 또는 '겐죠이(源廷尉)'이라 부르는 것도 여기에서 비롯된 것이다.
다이지(大志), 쇼지(少志)
4등관의 사칸(主典)에 상당한다. 정원은 정해지지 않았으며, 젊은 나이에 명법가가 된 자들이 많이 임명되었다.
후쇼(府生)
타 관사의 사생(史生)에 상당하는 하급 서기관. 추포나 재판에 참가했다. 정원수는 변동이 있기는 하지만 대체로 두 명에서 네 명이었다.
가도노오사(看督長)
죄인을 수감하는 감옥을 관리하는 직역이었지만, 나중에는 죄인 포박을 맡게 되었다. 붉은 가리기누(狩衣)에 흰 옷, 삼베 바지에 흰 지팡이를 걸친 기이한 차림새로 직무에 임했다고 한다.
안쥬(案主)
게비이시초의 사무를 맡았던 역인으로서 처음에는 정원이 1명이었지만 나중에는 점점 늘어났다.
히노오사(火長)
위문부(衛門府)의 위사 가운데 발탁된 자로서 가도노오사나 안쥬도 이 중에서 발탁되었다.
호멘(放免)
하부(下部)라고도 불리며 원래는 죄인이었으나 죄를 사면받은 뒤 게비이시초에서 일하게 된 이들이다. 실제 범죄자를 탐색하고 포박하거나 고문하는 일을 맡아 행했다.

## 게비이시가 등장하는 작품
소설
- 아쿠타가와 류노스케(芥川龍之介)의 소설 「덤불 속」(일본어: 藪の中)에서는 경찰관과 같은 입장으로서 등장한다. 또한 같은 작가의 소설인 「라쇼몬」(羅生門)에도 언급되고 있다. 
  - 일본의 고전인 우지슈이모노가타리슈(宇治拾遺物語)에 실려 있는 '게비이시 다다아키라'(検非違使忠明のこと, 권7 제4화)는 일본의 고등학교 국어 총합교과서에도 자주 등장한다. 같은 기술이 「곤자쿠 이야기집」(今昔物語)에도 보이고 있다(권19 제40화).
  - 「곤자쿠 이야기집」에는 그 외에도 호멘이 강도가 된 사건이 기술되어 있다(권29 제6화 「放免共、強盗ト為リ人ノ家ニ入リテ補ヘラルル語」)

- 닌자 슬레이어(ニンジャスレイヤー) - 제2부 교토 헬 온 어스(キョート・ヘル・オン・アース)에서 일본에서 독립한 국가인 교토 공화국(キョート共和国)의 치안 유지 요원으로써 『게비시 가드』(ケビーシガード)가 등장하는데, 게비이시의 이름에서 유래한 것으로 보인다.
- 가와다 야이치로(川田弥一郎)의 1998년작 소설인 《검시관 시리즈》(検屍官シリーズ) 중 《헤이안쿄의 검시관 게비이시 사카노우에노 모토쓰구의 미해결사건 수첩》(平安京の検屍官 検非違使 ・ 坂上元継の謎解き帖)은 게비이시다이죠 사카노우에노 모토쓰구(坂上元継)가 주인공으로 등장한다. 이를 원작으로 모리조노 밀크가 만화로 각색한 동명의 작품이 분카샤에서 발행한 《만화 그림동화》에 실렸다.
- 미가와 고루모노(汀こるもの)의 소설 《탐정은 주렴 너머에》(探偵は御簾の中) 시리즈는 2020년부터 2023년까지 4부로 발간되었고, 주인공인 게비이시벳토 스케타카(祐高)가 아내 시노부(忍)와 함께 헤이안쿄에서 벌어지는 수수께끼의 사건을 함께 해결해 나간다는 줄거리이다.

만화
- 《헤이안쿄의 검시관 - 게비이시 사카노우에노 모토쓰구의 미해결사건 수첩》 - 분카샤에서 발행한 《만화 그림동화》(まんがグリム童話)의 에피소드 중 하나로, 앞에서 소개한 가와다 야이치로의 동명의 소설을 원작으로 모리조노 밀크(森園みるく)가 작화를 맡았다. 단행본은 2018년에 출간되었다.

게임
- 「헤이안쿄 에이리언(일본어: 平安京エイリアン)」 - 일본의 초기 컴퓨터 게임. 플레이어 캐릭터가 게비이시라는 설정이었다고 한다.
- 도검난무-ONLINE-（DMM.com・ニトロプラス） - 출진시 같은 지역 보스급 적들을 10회 클리어할 경우 보스급 적으로 등장한다. 플레이어측 세력, 플레이어의 적 세력 어느 쪽에도 속하지 않은 제3의 세력이다.
- 가로-홍련의 달(牙狼-紅蓮ノ月-) - 네오 헤이안(ネオ平安)의 시대를 수호하는 조직으로 최고 권력자인 후지와라노 미치나가(藤原道長)에 대한 조금의 의문도 없으며, 호멘으로 애정을 품고 게비이시 자리도 내버리고 도적이 된 자도 있다. 극장판에서는 게비이시초도 후지와라노 미치나가의 손에 거의 장악된 것으로 되어 있다. 
  - 극장판 박묵앵(薄墨桜) -GARO-

## 같이 보기
- 하타노 시게카게(秦滋景) - 929년 탐라(耽羅)와 해초를 교역하던 후백제의 상선이 쓰시마의 시모아가타 군(下縣郡)에 표류하였을 때 쓰시마 도수(島守) 사카노우에노 쓰네쿠니(坂上經國)의 명으로 통사(通事) 나가미네노 모치미치(長岑望通)와 함께 이들 후백제 표류민들을 전주(全州)까지 데려다 주고, 아울러 쓰네쿠니의 서장을 전하였다. 시게카게의 관직이 게비이시였다.[7]